# Coșernița (rejon Florești)
Coșernița – miejscowość i gmina w Mołdawii, w rejonie Florești. W 2014 roku liczyła 1551 mieszkańców.